# جاکوپو سیارملا
جاکوپو سیارملا (انگلیسی: Jacopo Ciarmela؛ زادهٔ ۱۱ ژانویهٔ ۱۹۹۸) بازیکن فوتبال است.
از باشگاه‌هایی که در آن بازی کرده‌است می‌توان به باشگاه فوتبال آسکولی اشاره کرد.